# Cacia nigrohumeralis
Cacia nigrohumeralis är en skalbaggsart som beskrevs av Stefan von Breuning 1939. Cacia nigrohumeralis ingår i släktet Cacia och familjen långhorningar. Inga underarter finns listade.